# Текила и Бонети
„Текила и Бонети“ (на английски: Tequila and Bonetti) е американски криминален трагикомедиен сериал с участието на Джак Скалия. Сериалът първоначално е излъчен на CBS от 17 януари до 17 април 1992 г. По-късно е преработен през 2000 г. за италианската телевизия.

## Сюжет
Водещият герой на поредицата, Нико („Ник“) Бонети (Джак Скалия), е полицай от Ню Йорк, който се гордее със своето италианско наследство и много обича старомодния си кадилак с розов цвят, който той е наследил от баща си. След като погрешно застрелва младо момиче по време на престрелка, той се премества в района на Лос Анджелис, разположен на брега, на временна задача. Тук, той среща новите си партньори, Текила (голям френски мастиф, който яде бурито) и полицай Анжела Гарсия (Мариска Харгитай), която се присъединява към отдела след смъртта на съпруга си – полицай. Техният шеф е капитан Мидиан Найт (Чарлс Рокет), който почти толкова се интересува от продажбата на сценарий, колкото в полицейската работа. Поредицата показва техните разследвания на престъпления и развиващите се връзки между героите. Това шоу има особеността, че телевизионните зрители могат да чуят мислите на Текила.
За Бонети животът не е лесен, поради разкаянието му за момичето, което е застрелял, и странните навици на калифорнийците, които той не разбира. Неговите съседи включват пуерториканска психика (Лиз Торес), която чува мислите на Текила, но първоначално смята, че чува духове. Бонети развива неохотно уважение към хората около него, както и към Текила, която въпреки грешките си е отлично полицейско куче. Кучето е изобразено като интелигентност на човешко ниво и улична натрапчива нагласа.
Шоуто е разработено от продуцента Доналд Белисарио. Дъщеря му, Троян Белисарио, има повтаряща се роля като дъщеря на Гарсия, която за известно време не знаела, че майка ѝ се е присъединила към полицейския отдел, вместо да продължи кариерата си като търговец на изкуство.
Всеки епизод има монтаж, по време на който Бонети свири на пиано, а зрителите виждат странни, понякога обезпокоителни сцени с участието на съседите и колегите на Бонети. Някои от тези сцени са от по-късни епизоди, докато други остават необяснени. Всеки монтаж завършва с паметта на Бонети за стрелбата на момичето в Ню Йорк.

## Актьорски състав
| Изпълнител       | Роля                       |
| ---------------- | -------------------------- |
| Джак Скалия      | Детектив Ник „Нико“ Бонети |
| Мариска Харгитей | Полицай Анджела Гарсия     |
| Чарлс Рокет      | Капитан Мидиан Найт        |
| Брад Сандърс     | Текила (глас)              |

## Спиране на сериала
Поредицата получава отрицателни отзиви от критиците, и впоследствие е отменена от CBS четири месеца след премиерата си. Въпреки първоначалното отрицателно приемане на поредицата, някои съвременни зрители го намират за странен, макар и недостатъчен продукт от началото на 90-те години.

## Рестартиране през 2000 г.
8 години по-късно, „Текила и Бонети“ се рестартира за телевизията, като Джак Скалия преразглежда ролята си на Бонети; само че този път шоуто е заснето и излъчено в Италия. Бонети отива в Рим, за да се съюзи с нова „Текила“, кръстоска между санбернар и голдън ретрийвър, и полицайката Фабиана Сасо (Алесия Маркуци). Отново само аудиторията може да чуе мислите на кучето, но този път Бонети е този със странни американски навици, както виждат новите му италиански приятели.

## „Текила и Бонети“ в България
Сериалът се излъчва с войсоувър дублаж по Nova, DIEMA и bTV. Екипът се състои от:
| Преводач            | Миряна Мезеклиева                                                                           |
| Режисьор на дублажа | Димитър Кръстев                                                                             |
| Тонрежисьор         | Цветомир Цветков                                                                            |
| Озвучаващи артисти  | Даниела Сладунова Елисавета Господинова Светозар Кокаланов Здравко Методиев Николай Николов |